# Mexikansk hackspett
Mexikansk hackspett (Colaptes auricularis) är en fågel i familjen hackspettar inom ordningen hackspettartade fåglar.

## Utseende och läte
Mexikansk hackspett är en drygt 20 cm lång hackspett med grå hjässa och bronsgrön ovansida. Både sidan av ansiktet och undersidan är gräddfärgad, den senare med olivgrön tvärbandning. Hanen har ett brett rött mustaschstreck som honan saknar. Bland lätena hörs ett gällt och snabbt skallrande ljud, ett vasst ”kea’ah” och ett jamande ”growh”. Arten trummar kort och snabbt.

## Utbredning och systematik
Fågeln återfinns i västra Mexiko från södra Sonora till centrala Oaxaca. Den behandlas som monotypisk, det vill säga att den inte delas in i några underarter. Tidigare placerades den i Piculus, men studier visar att den är närmare släkt med arterna i Colaptes.

## Levnadssätt
Mexikansk hackspett hittas i fuktiga tropiska bergsskogar och bergsbelägna skogar med ek och tall.

## Status och hot
Arten har ett stort utbredningsområde, men tros minska i antal, dock inte tillräckligt kraftigt för att den ska betraktas som hotad. Internationella naturvårdsunionen IUCN listar därför arten som livskraftig (LC). Beståndet uppskattas till mellan 20 000 och 50 000 vuxna individer.